# Амамі (Кагосіма)
Ама́мі (яп. 奄美市, あまみし, МФА: [amamʲi ɕi̥]?) — місто в Японії, в префектурі Каґошіма. Розташоване в південній частині префектури, на острові Амамі-Ошіма, на межі Східно-Китайського моря та Тихого океану.    Отримало статус міста 2006 року. Площа становить 308,15 км². Станом на 1 липня 2012 року населення складало 45 154  осіб, густота населення — 147 осіб/км².  Основою економіки є сільське господарство, зокрема вирощування цукрової тростини і помела. Традиційні ремесла — виробництво осімської шовкової епонжі та настійки з чорного цукру.  Складова Національного парку острови Амамі.

## Географія
Амамі займає центральну і пвінчно-східну частину острова Амамі-Ошіма. Північна частина міста омивається Східно-Китайським морем, а південна — Тихим океаном.

### Клімат
Місто знаходиться у зоні, котра характеризується вологим субтропічним кліматом. Найтепліший місяць — липень із середньою температурою 27.8 °C (82 °F). Найхолодніший місяць — лютий, із середньою температурою 13.9 °С (57 °F).
| Клімат Амамі            | Клімат Амамі | Клімат Амамі | Клімат Амамі | Клімат Амамі | Клімат Амамі | Клімат Амамі | Клімат Амамі | Клімат Амамі | Клімат Амамі | Клімат Амамі | Клімат Амамі | Клімат Амамі | Клімат Амамі |
| Показник                | Січ.         | Лют.         | Бер.         | Квіт.        | Трав.        | Черв.        | Лип.         | Серп.        | Вер.         | Жовт.        | Лист.        | Груд.        | Рік          |
| Абсолютний максимум, °C | 26           | 26           | 28           | 30           | 33           | 35           | 35           | 35           | 34           | 32           | 31           | 27           | 35           |
| Середній максимум, °C   | 17           | 17           | 19           | 22           | 25           | 28           | 31           | 31           | 30           | 26           | 22           | 19           | 24           |
| Середня температура, °C | 14           | 14           | 15           | 19           | 21           | 25           | 27           | 27           | 26           | 22           | 19           | 15           | 20           |
| Середній мінімум, °C    | 11           | 11           | 12           | 16           | 18           | 22           | 24           | 24           | 22           | 19           | 16           | 12           | 17           |
| Абсолютний мінімум, °C  | 4            | 3            | 4            | 6            | 9            | 13           | 18           | 20           | 15           | 12           | 8            | 6            | 3            |
| Норма опадів, мм        | 200          | 210          | 210          | 260          | 320          | 400          | 240          | 330          | 260          | 300          | 230          | 170          | 3160         |
| Днів з дощем            | 13           | 13           | 10           | 11           | 12           | 13           | 10           | 12           | 13           | 14           | 11           | 12           | 149          |
| Вологість повітря, %    | 75           | 74           | 71           | 75           | 78           | 84           | 78           | 80           | 80           | 75           | 73           | 72           | 76           |
| ----------------------- | ------------ | ------------ | ------------ | ------------ | ------------ | ------------ | ------------ | ------------ | ------------ | ------------ | ------------ | ------------ | ------------ |
| Джерело: Weatherbase    |              |              |              |              |              |              |              |              |              |              |              |              |              |

## Історія
Землі сучасного Амамі були у васальній залежності від японської держави Ямато з VII століття по XIX століття. У XV столітті вони увійшли до складу Рюкюської держави, а в 1609 році були захоплені самураями роду Шімадзу з південного Кюсю. Протягом XVII — XIX століття, територія сучасного міста була складовою автономного уділу Сацума, адімінстративно-економічним центром острову Амамі-Ошіма.
Місто Амамі було засноване 20 березня 2006 року шляхом об'єднання таких населених пунктів:
- міста Надзе (名瀬市)
- містечка Касарі повіту Ошіма (大島郡笠利町)
- села Сумійо (住用村)